# Oxana Selechmetěvová
Oxana Selechmetěvová (rusky Оксана Олеговна Селехметьева, Oxana Olegovna Selechmetěva, * 13. ledna 2003 Kamenka, Penzenská oblast) je ruská profesionální tenistka hrající levou rukou. Ve své dosavadní kariéře na okruhu WTA Tour nevyhrála žádný turnaj. V rámci okruhu ITF získala tři tituly ve dvouhře a osm ve čtyřhře.
Na žebříčku WTA byla ve dvouhře nejvýše klasifikována v srpnu 2022 na 138. místě a ve čtyřhře v červenci na 150. místě. V roce 2018 se začala stabilně připravovat v tenisové akademii pod vedením Gabriela Trujilla-Solera v Barceloně, kam se přestěhovala z Moskvy.
V juniorském tenise vyhrála čtyřhru US Open 2019 s Lotyškou Kamillou Bartoneovou a deblovou soutěž French Open 2021 po boku Filipínky Alexy Ealaové.

## Soukromý život
Narodila se roku 2003 v Kamence, městě ležícím v Penzenské oblasti. V pěti letech, kdy jí otec přivedl k tenisu, se rodina přestěhovala do Moskvy. Otec Oleg Nikolajevič Selechmetěv hrál fotbal. V roce 2003 založil ženský futsalový klub Laguna-UOR, který se opakovaně stal mistrem Ruska. Matka Natalja Vasiljevna Selechmetěvová je účetní. Sestra Natalja Selechmetěvová hrála malý fotbal za Lagunu, ale po zranění ukončila kariéru.

## Tenisová kariéra
V juniorském tenise vyhrála dvě grandslamové čtyřhry. S Lotyškou Kamillou Bartoneovou nejdříve odešly poraženy z finále Wimbledonu 2019. Navazující US Open 2019 již ovládly po závěrečné výhře nad Francouzkami Aubane Droguetovou a Sélénou Janicijevicovou. Druhou trofej přidala v páru s Filipínkou Alexou Ealaovou na French Open 2021 v páru s Filipínkou Alexou Ealaovou po vítězství nad rusko-maďarským párem Marija Bondarenková a Amarissa Kiara Tóthová. Ve dvouhře se nejdále probojovala do semifinále US Open 2019 a French Open 2021. Na newyorských betonech podlehla Kolumbijce Camile Osoriové a na pařížské antuce krajance Erice Andrejevové, která získala závěrečný tiebreak rozhodující sady.

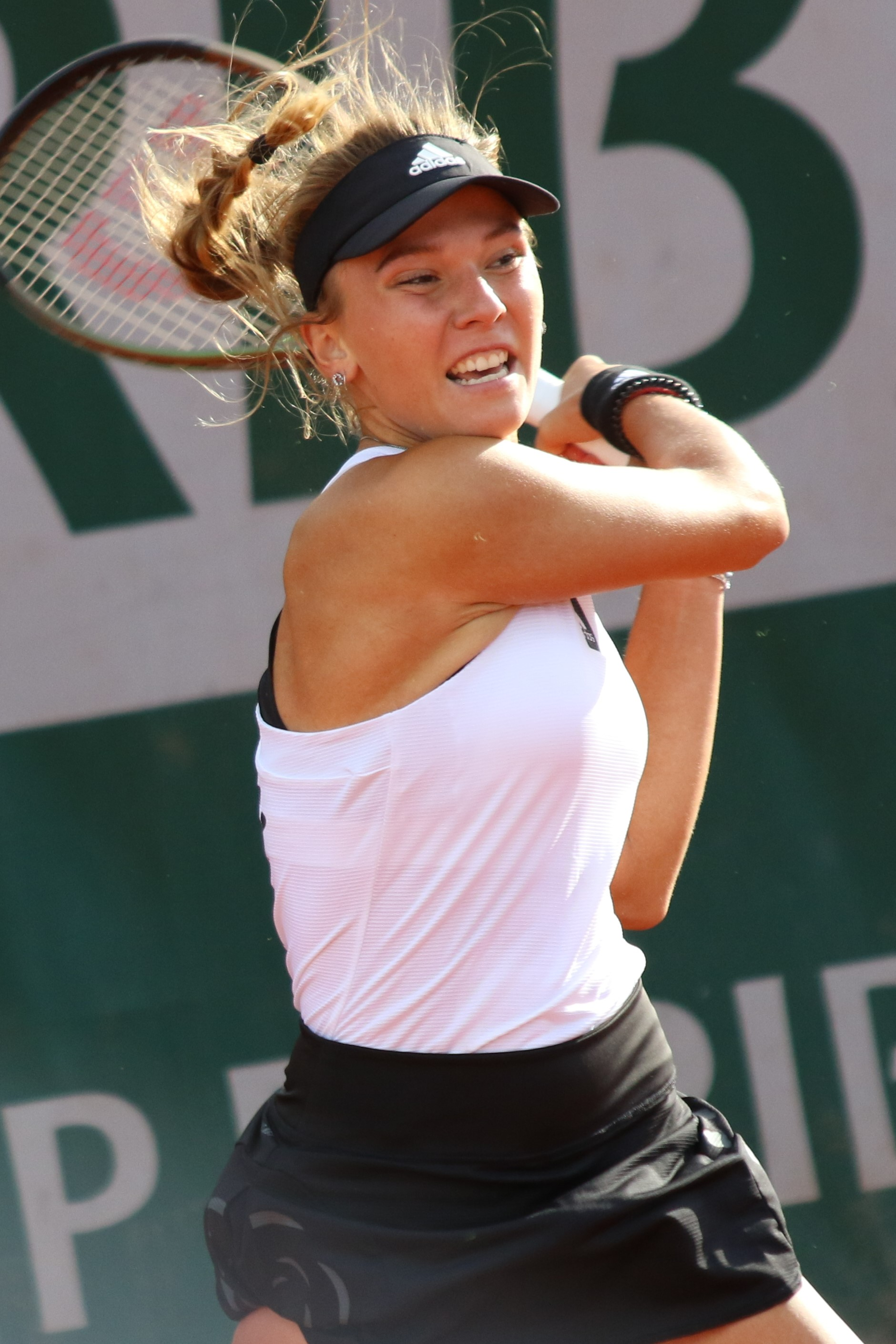
Grandslamový debut zaznamenala na French Open 2022

V roce 2018 se začala připravovat v barcelonské tenisové akademii pod trenérským vedením bývalého španělského hráče Gabriela Trujilla-Solera, kam se přemístila z tréninkového centra v Moskvě. Rusko reprezentovala na Letních olympijských hrách mládeže 2018, kde ji ve čtvrtfinále dvouhry vyřadila pozdější zlatá medailistka Kaja Juvanová. Na juniorském kombinovaném žebříčku ITF nejvýše figurovala v lednu 2021, kdy jí patřila 7. příčka.
V rámci ženského okruhu ITF debutovala v říjnu 2018, když na katalánském turnaji v Sant Cugatu dotovaném 25 tisíci dolary prošla kvalifikací. Ve druhém kole dvouhry podlehla Venezuelance Andreje Gámizové ze čtvrté světové stovky. Premiérový titul v této úrovni tenisu vybojovala během září 2020 v Marbelle, na turnaji s rozpočtem 25 tisíc dolarů. S krajankou Alinou Čarajevovou porazily ve finále čtyřhry rumunsko-francouzskou dvojici Miriam Bulgaruová a Victoria Munteanová. Singlové trofeje si odvezla z 15tisícové události v Manacoru, hrané během února 2021, a montpellierské 60tisícovky v červenci 2022, na které ve finále zdolala Ukrajinku Katerynu Baindlovou. Na 100tisícovém turnaji ve francouzském Contrexeville, v červenci 2021, vyřadila v otevíracím duelu nejvýše nasazenou Italku Martinu Trevisanovou, jíž patřila 98. příčka žebříčku. Dosáhla tak první výhry nad členkou elitní stovky klasifikace.
V kvalifikaci okruhu WTA Tour debutovala únorovým St. Petersburg Ladies Trophy 2019, do níž obdržela divokou kartu. Na úvod ji vyřadila 194. hráčka žebříčku Magdalena Fręchová po vyrovnaném třísetovém průběhu. Podruhé si kvalifikační soutěž zahrála na moskevském Kremlin Cupu 2021, opět na divokou kartu. Přes Rodionovovou a Šnajderovou premiérově postoupila do hlavní soutěže túry WTA. V prvním kole singlu však nestačila na krajanku a světovou dvaatřicítku Veroniku Kuděrmetovovou ve třech setech. Debut v hlavní soutěži nejvyšší grandslamové kategorie zaznamenala v ženském singlu French Open 2022 po zvládnuté tříkolové kvalifikaci, v níž na její raketě postupně dohrály Ukrajinka Kateryna Baindlová, Italka Elisabetta Cocciarettová a Francouzka Océane Babelová. V úvodním kole však nenašla recept na Slovinku Kaju Juvanovou z konce sedmé desítky klasifikace. Do prvního kariérního čtvrtfinále postoupila na Livesport Prague Open 2022, kde zvládla projít kvalifikačním sítem. V první singlové fázi zdolala čtvrtou nasazenou Rumunku Soranu Cîrsteaovou a poté Francouzku Chloé Paquetovou. Mezi poslední osmičkou uhrála jen tři gamy na osmou nasazenou Marii Bouzkovou.

## Tituly na okruhu ITF
| Legenda         | Legenda         |
| --------------- | --------------- |
| Turnaje W100    | Turnaje W80     |
| Turnaje W75/W60 | Turnaje W50     |
| Turnaje W35/W25 | Turnaje W15/W10 |

### Dvouhra (3 tituly)
| Č. | datum         | turnaj               | kategorie | povrch | poražená finalistka | výsledek      |
| -- | ------------- | -------------------- | --------- | ------ | ------------------- | ------------- |
| 1. | únor 2021     | Manacor, Španělsko   | W15       | tvrdý  | Suzan Lamensová     | 6–3, 6–2      |
| 2. | červenec 2022 | Montpellier, Francie | W60       | antuka | Kateryna Baindlová  | 6–3, 5–7, 7–5 |
| 3. | červenec 2024 | Řím, Itálie          | W75       | antuka | Lina Gjorcheská     | 6–1, 7–6(3)   |

### Čtyřhra (8 titulů)
| Č. | datum         | turnaj                       | kategorie | povrch     | spoluhráčka          | poražené finalistky                     | výsledek              |
| -- | ------------- | ---------------------------- | --------- | ---------- | -------------------- | --------------------------------------- | --------------------- |
| 1. | září 2020     | Marbella, Španělsko          | W25       | antuka     | Alina Čarajevová     | Miriam Bulgaruová Victoria Munteanová   | 6–3, 6–2              |
| 2. | říjen 2020    | Platja d'Aro, Španělsko      | W15       | antuka     | Alina Čarajevová     | Alba Carrillo Marínová Júlia Payolová   | 5–7, 6–1, [10–5]      |
| 3. | prosinec 2020 | Madrid, Španělsko            | W15       | antuka (h) | Ángela Fita Boludová | Bárbara Gaticová Rebeca Pereirová       | 7–6(7–4), 1–6, [10–5] |
| 4. | leden 2021    | Manacor, Španělsko           | W15       | tvrdý      | Ángela Fita Boludová | Ylena In-Albonová Valentina Ryserová    | 6–1, 4–6, [10–5]      |
| 5. | březen 2021   | Manacor, Španělsko           | W15       | tvrdý      | Ángela Fita Boludová | Ylena In-Albonová Rebeka Masarová       | 6–2, 5–7, [10–8]      |
| 6. | červenec 2021 | Biarritz, Francie            | W60       | antuka     | Daniela Vismaneová   | Sarah Beth Greyová Magali Kempenová     | 6–3, 7–6(7–5)         |
| 7. | srpen 2021    | Maspalomas, Španělsko        | W60       | antuka     | Elina Avanesjanová   | Arianne Hartonová Olivia Tjandramuliová | 7–5, 6–2              |
| 8. | leden 2023    | Andrézieux-Bouthéon, Francie | W60       | tvrdý (H)  | Sofja Lansereová     | Iryna Šymanovičová Conny Perrinová      | 6–3, 6–0              |

## Finále na juniorském Grand Slamu

### Čtyřhra juniorek: 3 (2–1)
| Stav       | rok  | turnaj      | povrch | spoluhráčka        | soupeřky ve finále                         | výsledek      |
| ---------- | ---- | ----------- | ------ | ------------------ | ------------------------------------------ | ------------- |
| Finalistka | 2019 | Wimbledon   | tráva  | Kamilla Bartoneová | Savannah Broadusová Abigail Forbesová      | 5–7, 7–5, 2–6 |
| Vítězka    | 2019 | US Open     | tvrdý  | Kamilla Bartoneová | Aubane Droguetová Séléna Janicijevicová    | 7–5, 7–6(8–6) |
| Vítězka    | 2021 | French Open | antuka | Alexandra Ealaová  | Marija Bondarenková Amarissa Kiara Tóthová | 6–0, 7–5      |